# Rete tranviaria di Arad
La rete tranviaria di Arad è la rete tranviaria che serve la città rumena di Arad.

## Linee
La città è servita da 10 linee di tipo urbano:
- 1
- 1/
- 3
- 6
- 7
- 15
- 15/
- 16
- 16/
- 18/

E da 5 linee suburbane:
- 9
- 10
- 11
- 12
- 14